# Jessica Rankin
Jessica Rankin (née en 1971 à Sydney) est une artiste australienne qui vit et travaille à New York. Elle a participé à de nombreuses expositions de groupe aux États-Unis, en Europe et en Australie. Plus récemment, elle a réalisé des expositions solo au White Cube de Londres (2007), au PS1 Contemporary Art Center de New York (2006) et au Franklin Artworks, Minneapolis (2005). Elle est la fille de David Rankin (en). Sa mère est la poétesse et dramaturge Jennifer Rankin et sa belle-mère est Lily Brett.
Rankin est surtout connue pour ses peintures organdi. Elle partage son atelier avec sa compagne Julie Mehretu. Son agent est Christian Haye, de la galerie américaine The Project, et Jay Jopling à la galerie britannique White Cube.

## Expositions solo
- 2007 :	White Cube, Londres
- 2006 :	The Measure of Every Pause, P.S. 1 Contemporary Arts Center, Long Island City, NY
- 2005 :	Franklin Artworks, Minneapolis, MN
- 2004 :	The Project, New York, NY
- 1999 :	First Floor Gallery, Melbourne, Australie